# Балерина (фильм, 2025)
«Балери́на» (англ. Ballerina) — американский фильм в жанре остросюжетного боевика. Пятый фильм франшизы «Джон Уик» и её первый полнометражный спин-офф, события которого разворачиваются между третьей и четвёртой частями. Режиссёром выступил Лен Уайзман по сценарию Шея Хаттена. Главную роль балерины Евы Макарро из синдиката наёмных убийц «Руска Рома» исполнила Ана де Армас. Во второстепенных ролях отметились Гэбриэл Бирн и Норман Ридус, в то время как Анжелика Хьюстон, Лэнс Реддик (в его последней роли в кино), Иэн Макшейн и Киану Ривз вернулись к своим ролям из предыдущих фильмов серии.
Премьера фильма в США состоялась 6 июня 2025 года, в России — 5 июня 2025 года. Несмотря на положительные отклики в адрес режиссуры Уайзмана, экшн-сцен, выступления Аны де Армас, визуальной составляющей и музыкального сопровождения, сценарий фильма подвергся критике за поверхностную проработку сюжета и персонажей. Прокат фильма обернулся масштабным кассовым провалом: компания Lionsgate понесла финансовые убытки в размере 94 млн долларов.

## Сюжет
Ева Макарро — дочь двух наёмных убийц: Хавьера, происходящего из синдиката «Руска Рома», и его жены, принадлежавшей к религиозному культу. В раннем детстве Ева была похищена отцом из среды культа, что привело к трагической гибели её матери. Когда лидер культа по имени Канцлер предпринимает попытку вернуть девочку, наёмники нападают на её дом, убивают охрану и смертельно ранят Хавьера. Тем не менее, он успевает помочь дочери бежать. Владелец нью-йоркского «Континенталя» Уинстон Скотт передаёт Еву под опеку «Руской Роме», где она встречает их Директора и соглашается вступить в ряды организации.
В течение двенадцати лет Ева проходит интенсивную подготовку под руководством Директора и наставницы по имени Ноги́, совмещая искусство балета с ремеслом убийцы. В один из моментов своего обучения она сталкивается с Джоном Уиком, который прибывает к Директору, чтобы запросить безопасный проход в Касабланку. В краткой, но насыщенной встрече Джон предостерегает Еву, намекая на мрачные последствия пути, на который она ступила. Вскоре после этого девушка завершает обучение, убив одну из ассасинов «Руской Ромы», которая не справилась со своей миссией. Позднее она успешно защищает свою первую подопечную — наследницу Катлу Парк.
Проходит два месяца. После выполнения очередного контракта на Еву внезапно нападает убийца, с которым она расправляется и опознаёт как члена Культа. Она обращается к Директору с просьбой рассказать о культе, стремясь к возмездию. Однако Директор запрещает ей мстить, ссылаясь на давний пакт о ненападении между «Руской Ромой» и Культом.
Нарушив волю Директора, Ева отправляется в нью-йоркский «Континенталь», где консьерж по имени Харон устраивает ей встречу с Уинстоном. Тот сообщает, что один из членов культа — Дэниел Пайн — укрывается в пражском «Континентале» и за его голову назначена высокая награда. Ева отправляется в Прагу и заселяется в отель. Проникнув в номер Пайна, она обнаруживает его дочь Эллу, которую он скрывает от культа, сбежав оттуда вместе с ней. Пока члены культа, засевшие в отеле, наблюдают за ними, их лидер Лена увеличивает вознаграждение за Пайна. Вскоре начинается вооружённое нападение на него. Пайн поручает Еве заботу об Элле, пообещав позже раскрыть информацию о культе. На выходе из «Континенталя» Декс стреляет в Пайна и ранит его, а Лена оглушает Еву и похищает девочку. Администрация пражского отеля казнила двух захваченных нападавших, но пощадила Еву.
Закупив оружие у торговца по имени Фрэнк, Ева подвергается новой атаке со стороны Культа. Отбив нападение, она получает от Фрэнка информацию о предполагаемом местонахождении их базы, а также транспорт. След ведёт её в австрийский городок Халльштатт, жители которого оказываются связанными с Культом. Вскоре Ева попадает в плен и предстает перед Канцлером, который узнаёт в ней представительницу «Руской Ромы». Она открыто заявляет о своём намерении отомстить, а Канцлер, в свою очередь, раскрывает, что Дэниел Пайн — его сын, а Элла — внучка. Он также сообщает, что Лена — старшая сестра Евы. Та рассказывает, что Хавьер бросил её во время побега, опасаясь, что она уже полностью находится под влиянием культа. Услышав их разговор, Канцлер приказывает уничтожить обеих. Взрыв убивает Лену, а Ева успевает бежать.
Разъярённый Канцлер связывается с Директором, объявляя войну «Руской Роме», несмотря на утверждения Директора, что Ева действовала самовольно и без её ведома. Чтобы уладить конфликт, Директор предлагает послать Джона Уика для устранения Евы. Канцлер принимает это решение. Прибыв в Халльштатт, Уик находит и побеждает Еву, однако не раз пощадив её, вновь убеждает отказаться от мщения. Она умоляет дать ей время — и Джон соглашается: до полуночи у неё есть шанс убить Канцлера, после чего он завершит свой контракт.
Следуя за Канцлером по улицам Халльштатта, Ева продолжает вступать в напряжённые схватки с бойцами Культа, а Уик, оставшись вне поля их зрения, помогает ей на расстоянии. Когда Культ теряет контроль над ситуацией, Канцлер пытается сбежать вместе с Эллой, но Ева настигает их. Попытка уговорить её терпит неудачу — Ева хладнокровно расправляется с ним и спасает девочку. Джон сообщает Директору о смерти Канцлера.
Элла встречается с тяжелораненым Пайном в нью-йоркском «Континентале», куда Ева приходит в поисках убежища, покинув ряды «Руской Ромы» в силу совершённых ею поступков. Культ объявляет за её голову награду в 5 миллионов долларов. Во время балетного выступления Татьяны — подруги и бывшей ученицы школы «Кикимора» — Ева узнаёт о том, что за неё объявлено вознаграждение и молча покидает театр.

## В ролях
- Ана де Армас — Ева Макарро, балерина из синдиката наёмных убийц «Руска Рома», одержимая жаждой мести. Выслеживает убийц своего отца. В третьем фильме персонажа изображала Юнити Фелан
  - Виктория Комте — Ева в детстве
- Анжелика Хьюстон — Директор[10]
- Гэбриэл Бирн — Канцлер[11], отец Пайна и дедушка Эллы, антагонист фильма, который возглавляет город в противостоянии с Евой[12][13]
- Норман Ридус — Дэниел Пайн, сын Канцлера и отец Эллы[14]
- Лэнс Реддик — Харон, консьерж отеля «Континенталь» в Нью-Йорке
- Иэн Макшейн — Уинстон Скотт, управляющий отеля «Континенталь» в Нью-Йорке[15]
- Киану Ривз — Джон Уик, профессиональный киллер и один из самых опасных убийц в мире, получивший прозвище «Баба-яга»[16]
- Каталина Сандино Морено — Лена, наёмница из группировки Канцлера, старшая сестра Евы
- Шэрон Дункан-Брюстер — Ноги́, наставница Евы
- Дэвид Кастанеда — Хавьер, отец Евы и Лены, связанный с синдикатом «Руска Рома»
- Чхве Суён — Катла Парк, девушка, которую Ева защищает во время своей первой миссии
- Анн Парийо — консьерж пражского отеля «Континенталь»
- Даниэл Бернхард — убийца со шрамом на глазу, с которым Ева вступает в схватку в таверне Халльштатта. Ранее актёр сыграл Кирилла в первом фильме франшизы

## Производство

### Разработка

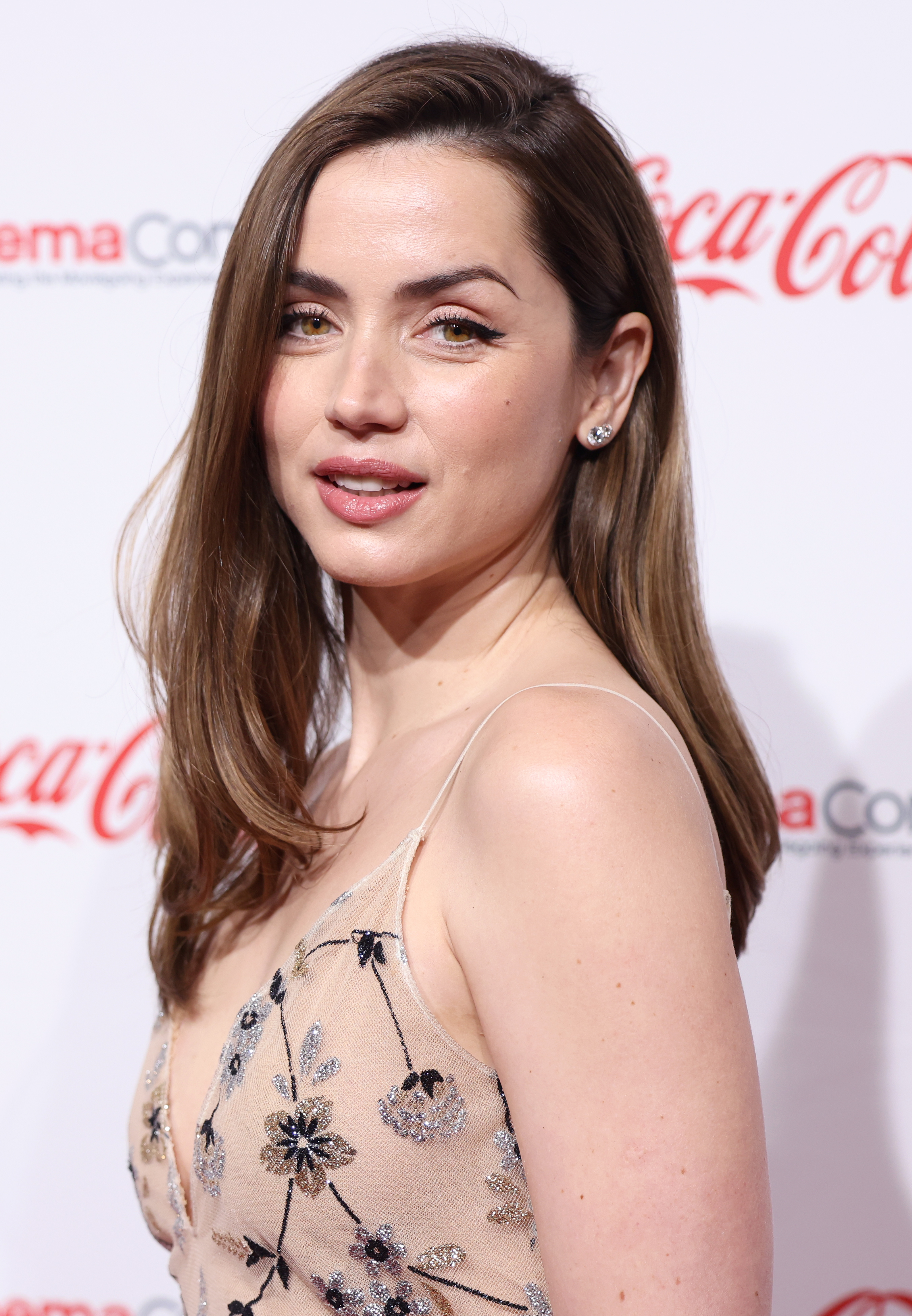
Исполнительница главной роли Ана де Армас (2025)

В июле 2017 года компания Lionsgate приобрела сценарий остросюжетного триллера Шея Хаттена под названием «Балерина». Производством фильма занялась студия Thunder Road Films, а Хаттен переработал сценарий, чтобы внедрить его во франшизу «Джон Уик». Концепция «Балерины» в итоге была интегрирована в третий основной фильм франшизы, «Джон Уик 3» (2019), где балерину из синдиката наёмных убийц «Руска Рома» изображала Юнити Фелан. Сценарий вошёл в «Чёрный список» лучших неэкранизированных сценариев 2017 года.
К октябрю 2019 года Лен Уайзман был назначен режиссёром фильма. В мае 2020 года стало известно, что студия находится в активном поиске актрисы на главную роль, рассматривая Хлою Грейс Морец как ориентир для типа таланта, который им нужен. В том же месяце один из продюсеров фильма, Чад Стахелски, подтвердил, что команда из его студии 87Eleven будет тесно сотрудничать с режиссёром над постановкой экшн-сцен и трюков, отметив, что стиль Уайзмана внесёт разнообразие во франшизу. На тот момент Уайзман и Хаттен работали над новой версией сценария.
В октябре 2021 года Ана де Армас начала переговоры по участию в съёмках в главной роли. В апреле 2022 года компания Lionsgate официально объявила о фильме на CinemaCon и сообщила, что Ана де Армас исполнит главную роль. В июле 2022 года по настоянию де Армас Эмиральд Феннел была приглашена для работы над сценарием картины.

### Съёмки
Съёмки фильма начались 7 ноября 2022 года в Праге. В течение месяца и в начале декабря было объявлено, что Киану Ривз, Иэн Макшейн, Анжелика Хьюстон и Лэнс Реддик присоединились к актёрскому составу и вновь исполнят свои роли из предыдущих фильмов франшизы: Джона Уика, Уинстона Скотта, Директора и Харона соответственно. В декабре стало известно, что Каталина Сандино Морено, Норман Ридус и Гэбриэл Бирн сыграют второстепенные роли. Съёмки были завершены 14 февраля 2023 года.
В феврале 2024 года стало известно, что продюсер Чад Стахелски работает над дополнительными экшн-сценами для фильма совместно с режиссёром Леном Уайзманом. В марте к актёрскому составу присоединились Дэвид Кастанеда и Шэрон Дункан-Брюстер. По сообщениям ряда авторитетных изданий, Стахелски руководил повторными съёмками, которые проходили в Будапеште и длились три месяца, при этом пересняв большую часть фильма без присутствия Уайзмана на съёмочной площадке. Норман Ридус специально прилетел из Японии в Будапешт, чтобы отснять новые сцены сражений со своим участием. Съёмки подошли к концу в середине апреля 2024 года. В ноябре 2024 года Лен Уайзман в интервью для Empire заявил, что фильм не переснимали, а только проводили «дополнительные съёмки», цель которых заключалась в добавлении сцен, ранее вырезанных из сценария из-за «бюджетных ограничений». Уайзман никак не прокомментировал сообщения о том, что фильм на самом деле прошёл трёхмесячные повторные съёмки под руководством Стахелски, а не его самого. Эти съёмки включали в себя пополнения в актёрском составе, замену оригинального саундтрека и значительную переработку большей части фильма, а не только добавление новых экшн-сцен.

## Музыка
В апреле 2023 года Марко Белтрами и Анна Друбич были наняты в качестве композиторов; ранее Белтрами сотрудничал с Уайзманом над фильмами «Другой мир: Эволюция» (2006) и «Крепкий орешек 4.0» (2007). Однако в сентябре 2024 года дуэт был заменён на постоянных композиторов франшизы — Тайлера Бейтса и Джоэла Дж. Ричарда. Саундтрек к фильму «Балерина» был выпущен лейблом Lakeshore Records в день премьеры картины. В альбом вошли 25 музыкальных композиций.

## Маркетинг
Первый рекламный материал к фильму, представленный на выставке CinemaCon в апреле 2024 года, был коротким тизер-трейлером, продемонстрированным на закрытом показе. Журнал Entertainment Weekly сообщил, что в трейлере появились персонажи Рэддика, Макшейна, нераскрытый герой в исполнении Нормана Ридуса и камео Джона Уика в конце. Там фильм был представлен как John Wick Presents: Ballerina («Джон Уик представляет: Балерина»). Издание Bleeding Cool охарактеризовало материал как «то, из чего состоят мечты CinemaCon». 26 сентября 2024 года студия Lionsgate выпустила первый трейлер фильма.

## Выпуск
Изначально выход фильма в кинопрокат планировался на 7 июня 2024 года. Однако в феврале 2024 года была объявлена новая дата выхода — 6 июня 2025 года. Перенос релиза на год был связан с необходимостью доработки фильма. Премьера в кинотеатрах России состоялась 5 июня 2025 года. Дистрибьютором выступила компания «Атмосфера кино».

## Восприятие

### Кассовые сборы
Кассовые сборы фильма «Балерина» в США и Канаде составили 58 млн долларов, а на других территориях — 75,8 млн долларов.
Внутри Северной Америки «Балерине» прогнозировали кассу от 28 до 30 миллионов долларов в премьерный уикенд. Фильм вышел в прокат на 3400 экранах и во время предварительных показов в четверг заработал 3,7 миллиона долларов. Итоговая касса за первый уикенд на территории США составила 24,5 миллиона долларов, сделав фильм самым успешным дебютом недели, уступая лишь научно-фантастической картине «Лило и Стич». Во второй уикенд проката «Балерина» собрала 9,4 миллиона долларов, продемонстрировав падение кассовых сборов на 62 % и опустившись на пятое место бокс-офиса США. Её обошли фильмы «Миссия невыполнима: Финальная расплата», «Материалистка», «Лило и Стич» и «Как приручить дракона».
По данным финансового отчёта киностудии Lionsgate за третий квартал 2025 года, прокат «Балерины» обернулся для компании финансовыми потерями в размере 94 млн долларов.

### Отзывы критиков
Фильм был встречен критиками в целом положительно. На сайте-агрегаторе Rotten Tomatoes рейтинг фильма составляет 76 % на основании 299 рецензий критиков. «Консенсус критиков» сформулирован так: «Вооружённая стальной решимостью Аны де Армас, изобилующая изобретательно жестокой хореографией боёв и причудливо очаровательной предысторией, „Балерина“ элегантно выходит в центр сцены вселенной „Джона Уика“». На сайте-агрегаторе Metacritic, использующем среднюю взвешенную оценку, рейтинг фильма составляет 59 баллов из 100 возможных на основе 49 рецензий критиков, что соответствует «средним или смешанным» отзывам. Зрители, опрошенные порталом CinemaScore, присвоили фильму среднюю оценку «A-» по шкале от «A+» до «F», в то время как аудитория PostTrak дала ему 87 % положительных оценок, а 79 % смотревших заявили, что определённо рекомендовали бы его к просмотру.
Элисон Уиллмор, обозреватель Vulture, написала положительную рецензию, отметив: «Это безумно, захватывающе и восхитительно. Я не уверена, как нас к этому привели, но если „Балерина“ и не начинается как подлинный фильм „вселенной Джона Уика“, то завершение у неё — безусловно в его духе». Клинт Гейдж, обозреватель IGN, написал: «Этот спин-офф точно понимает, что принесло франшизе Джона Уика успех: он уверенно следует установленным правилам и одновременно расширяет границы её мира. Хотя значительная часть хронометража уходит на поиски устойчивого ритма, во второй половине „Балерина“ набирает такую мощь, что энергия становится неоспоримой — перед зрителем разворачивается череда остроумных, кровавых и изобретательно поставленных боевых сцен».
Джастин Кларк, критик Slant Magazine, высказался о фильме в более критическом тоне: «Лишённая собственной мифологии и не обладающая сколь-либо значимой связью с хронологией фильмов о Джоне Уике, „Балерина“ остаётся лишь очередной работой студии 87Eleven».

## Награды и номинации
| Награда                    | Дата церемонии | Категория                    | Номинант(ы)  | Результат | Прим.  |
| -------------------------- | -------------- | ---------------------------- | ------------ | --------- | ------ |
| Critics Choice Association | 7 августа 2025 | Лучшая актриса в экшн-фильме | Ана де Армас | Номинация | [ 62 ] |

## Продолжение
В марте 2023 года продюсер Эрика Ли заявила, что студия планирует снять сиквел, в котором Ана де Армас вновь исполнит свою роль.